# Mondovino
Pour plus de détails, voir Fiche technique et Distribution.
Mondovino est un  documentaire franco-américain réalisé par Jonathan Nossiter et présenté au festival de Cannes en 2004.

## Synopsis
Sur trois continents, Mondovino présente les sagas de succession de tout-puissants milliardaires de la Napa Valley en Californie (voir Robert Mondavi), les rivalités de deux dynasties aristocrates florentines, et les conflits de trois générations d'une famille bourguignonne se battant pour conserver ses quelques hectares de vigne. Mais toutes ces luttes ne sont-elles pas secondaires à ce corsaire espiègle de Bordeaux portant allègrement la bonne parole de la modernité de l'Italie à l’Argentine en passant par New York ? Le vin a été un symbole de la civilisation occidentale pendant des millénaires. Jamais le combat pour son âme n'a été aussi féroce. Il n'y a jamais eu tant d'argent et de gloire en jeu. Mais l'ordre de bataille n'est pas celui auquel on s'attend : locaux contre multinationale, simples paysans contre capitaines d'industrie. Dans le monde du vin, les suspects habituels ne sont jamais où on les attend.

## Fiche technique
- Réalisation : Jonathan Nossiter
- Photographie : Jonathan Nossiter
- Montage : Jonathan Nossiter

## Distribution
- Battista Columbu, 1,5 ha à Bosa, producteur de Malvasia di Bosa ;
- Yvonne Hegoburu, 6,5 ha, Jurançon ;
- Michel Rolland, œnologue-consultant ;
- Aimé Guibert, 40 ha à Aniane ;
- Robert Mondavi Winery, Napa Valley (Californie) ;
- Staglin Family Wineyard Napa Valley (Californie) ;
- Hubert de Montille, 8 ha à Volnay ;
- Neal Rosenthal, importateur à New York ;
- Robert Parker, critique de vins à Monkton, Maryland ;
- les familles Frescobaldi et Antinori (Toscane) ;
- le domaine Etchart à San Pedro de Yacochuya (Cafayate, province de Salta, Argentine) ;
- les Bianchetti, 6 ha au Pernambouc ;
- Antonio Cabezas, 1 ha à Tolombón, à 5 km de Cafayate (Argentine).

## Commentaire
Jonathan Nossiter est cinéaste et amateur de vins. Ce documentaire brosse le tableau de trois parties du globe qui souhaitent faire vivre leur vin de manières différentes. Trois tableaux en parallèle : le vignoble californien, celui de Bourgogne et celui qui a pris naissance en Italie. Ce documentaire foisonne d'interviews.

## Distinctions
- 2004 : Palme dog  pour tous les chiens.